# Pellet de plástico

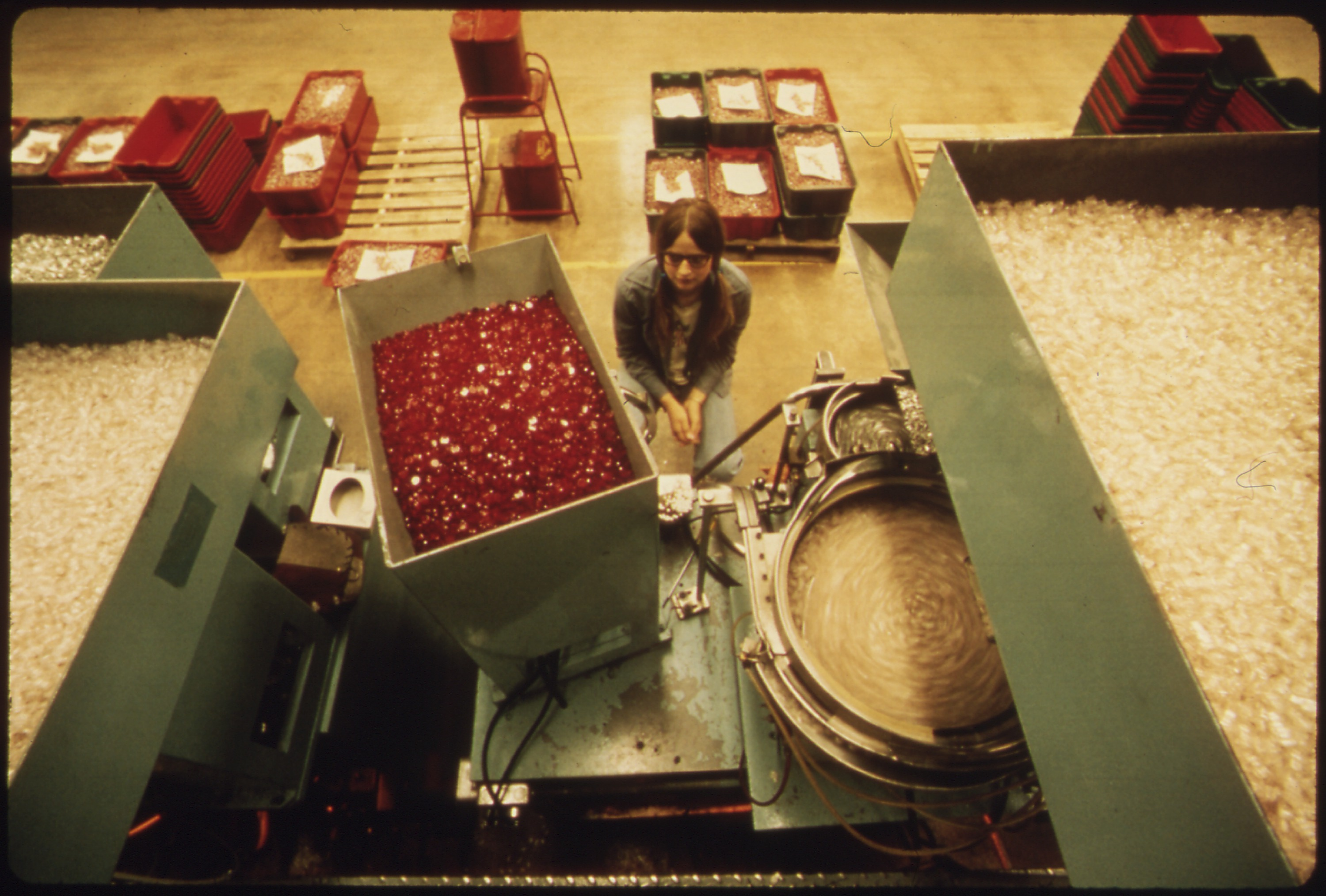
Pellets de plástico en una planta industrial de Estados Unidos

Un pellet o pélet de plástico (en inglés, nurdle) es un tipo de material plástico de tamaño inferior a 5 mm que se utiliza en la fabricación de productos de plástico. Estos pellets son microplásticos y se fabrican principalmente con polietileno, polipropileno, poliestireno, cloruro de polivinilo y otros plásticos o resinas sintéticas. Son el componente básico, a través de la extrusión de plástico o el moldeo por inyección, de artículos para la vida cotidiana, como botellas de agua de plástico, contenedores y bolsas.

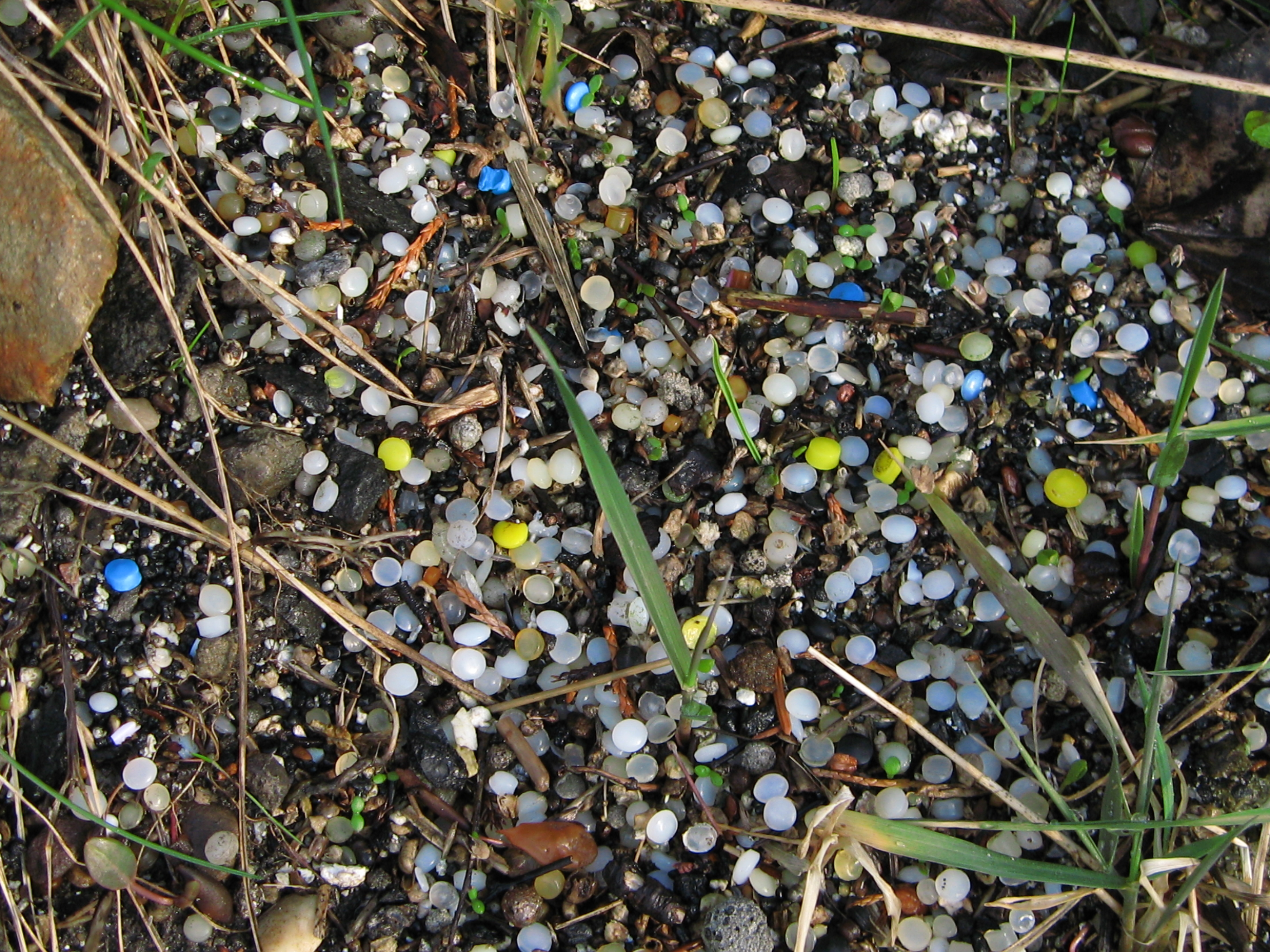
Un ejemplo de pellets de plástico.

## Impacto en el medio ambiente
Estos plásticos pueden verse en las costas de ríos, playas y lagos de todo el mundo. La primera vez que se registró su presencia en las playas fue alrededor de la década de 1970, pero se ha registrado su uso antes, alrededor de las décadas de 1940 y 1950. Los gránulos llegan al océano de muchas maneras, incluidos los derrames accidentales en el transporte, y se mueven rápidamente, ya que son lo suficientemente pequeños como para ser arrastrados por el viento y también flotan en el agua. A medida que permanecen en el mundo, siguen descomponiéndose y haciéndose aún más pequeños que los registrados anteriormente.

### Ecosistemas
Estos plásticos pueden alterar muchos ecosistemas, ya que algunas aves y peces pueden confundirlos con su comida y pueden acabar muriendo de hambre a causa de las cantidades que han comido. Además, pueden absorber toxinas y otros productos químicos nocivos, conocidos como contaminantes orgánicos persistentes (COP), que pueden ser ingeridos por los peces, que pueden envenenarlos o ser capturados para el consumo humano. También pueden formarse biopelículas en ellos que contienen patógenos perjudiciales para las personas.